# Raiguer
Raiguer oder Es Raiguer ist eine Region (katalanisch: Comarca) auf der spanischen Baleareninsel Mallorca. Sie liegt am Südostabhang der Gebirgskette Serra de Tramuntana zwischen der Halbinsel La Victoria und der städtischen Region der Hauptstadt Palma. Raiguer ist eine Übergangszone vom Gebirge zur Ebene Pla de Mallorca (Es Plà) in der Mitte Mallorcas. Hier gibt es reichlich Wasser, aber wenig flaches, kultivierbares Gelände.
Die Region des Raiguer und im Besonderen die Stadt Inca sind als Zentrum des Schuh- und Lederhandwerk auf Mallorca bekannt. In der Region leben 127.743 Bewohner (Stand: 2008) und sie hat mit Inca auch eine Art Zentrum, wenngleich die Gemeinde Marratxi als Vorort von Palma etwas mehr Einwohner zählt. Drittgrößte Gemeinde ist die Stadt Alcúdia an der nach ihr benannten Bucht an der Nordküste.
Angrenzende Inselregionen sind im Nordwesten Serra de Tramuntana, im Südosten Plà de Mallorca und im Südwesten die Inselhauptstadt Palma.

## Gemeinden
| Gemeinde             | Einwohner (2024) | Fläche km² | Dichte Einw./km² | Cod INE | Postleitzahl |
| -------------------- | ---------------- | ---------- | ---------------- | ------- | ------------ |
| Alaró                | 6.037            | 45,72      | 132              | 07001   | 07340        |
| Alcúdia              | 21.683           | 60,02      | 361              | 07003   | 07400        |
| Binissalem           | 9.281            | 29,77      | 312              | 07008   | 07350        |
| Búger                | 1.199            | 8,29       | 145              | 07009   | 07311        |
| Campanet             | 2.824            | 34,65      | 82               | 07012   | 07310        |
| Consell              | 4.399            | 13,70      | 321              | 07016   | 07330        |
| Inca                 | 35.654           | 58,34      | 611              | 07027   | 07300        |
| Lloseta              | 6.456            | 12,10      | 534              | 07029   | 07360        |
| Mancor de la Vall    | 1.702            | 19,89      | 86               | 07034   | 07312        |
| Marratxí             | 40.079           | 54,22      | 739              | 07036   | 07141        |
| Sa Pobla             | 14.630           | 48,59      | 301              | 07044   | 07420        |
| Santa Maria del Camí | 7.623            | 37,62      | 203              | 07056   | 07320        |
| Selva                | 4.294            | 48,75      | 88               | 07058   | 07313        |
| Comarca Raiguer      | 155.861          | 471,66     | 330              | –       | –            |

## Strände und Buchten des Raiguer
Gemeinde Alcúdia
- Platja de Can Cap de Bou
- Platja sa Marina d'Alcúdia
- Es Corral d’en Bennàssar
- Platja des Barcarès
- Platja des Morer Vermell
- Platja de Sant Joan (Platja de sa Font)
- Platja de Sant Pere
- S’Illot
- Ses Caletes
- Cala Solana
- Sa Platjola
- Cala des Clot
- Platja des Coll Baix
- Platja des Secs (es Faralló)
- Platja d’Alcanada
- Cala Poncet
- Platja d’Alcúdia (Platja Gran)